# Septembre 1858

## Événements
- Prise de Jambi. Les Hollandais annexent les principautés côtières du nord-est de Sumatra.

- 1er - 2 septembre : la France débarque à Tourane (Đà Nẵng, Viêt Nam).

- 13 septembre : le Naufrage de l'Austria, navire allemand reliant Hambourg à New York fait plus de 400 victimes. La presse du monde entier relate l’évènement.

## Naissances
- 12 septembre : Fernand Khnopff, peintre belge († 21 novembre 1921).
- 15 septembre : Charles-Eugène de Foucauld de Pontbriand, militaire français puis prêtre et ermite († 1er décembre 1916) béatifié.